# Schrobenhausen
Schrobenhausen is een plaats in de Duitse deelstaat Beieren, gelegen in het Landkreis Neuburg-Schrobenhausen. De stad telt 17.381 inwoners (31 december 2020). Een naburige stad is Neuburg an der Donau.
Het hoofdkantoor van MBDA Deutschland bevindt zich in Schrobenhausen. In Schrobenhausen bevindt zich ook de fabrikant Carl Poellath, fabrikant van medailles, insignes en onderscheidingstekens.